# Ford Crown Victoria

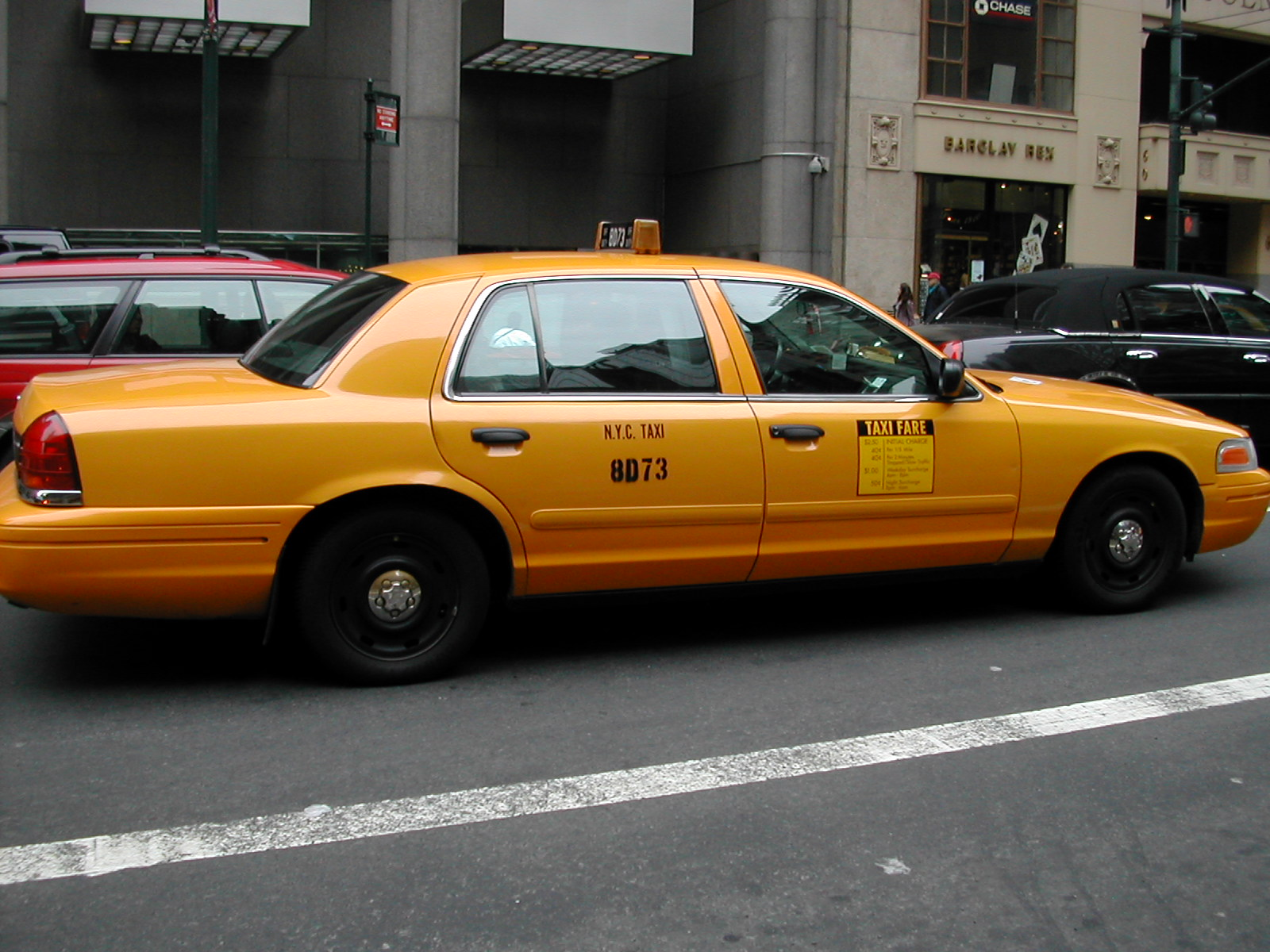
Un tipico taxi di New York, la Crown Victoria a passo lungo

La Ford Crown Victoria (o anche semplicemente Crown Vic) è una berlina full-size a tre volumi e quattro porte, con trazione posteriore, costruita e distribuita dalla Ford Motor Company in due generazioni di modelli. Il nome "Crown Victoria"  riprende quello utilizzato per la prima volta in una versione del 1955 della Ford Fairlane (con il prefisso "LTD"). Accantonata dopo il model year 2011, era stata realizzata nell'impianto Ford St. Thomas Assembly di Southwold (Ontario) in Canada.
La Crown Victoria aveva lo schema costruttivo Ford Panther e i principali componenti di trasmissione e sospensioni in comune con la Lincoln Town Car e la Mercury Grand Marquis. Assieme alle sue varianti rimarchiate Mercury e Lincoln, la Crown Victoria fu l'ultima berlina con telaio a longheroni a trazione posteriore per trasporto persone prodotta in Nordamerica. La sua robustezza e la sua struttura diffusero l'uso della Crown Victoria per i taxi e per le flotte aziendali fino a farla anche divenire una delle auto più comuni per il servizio di polizia.
Preceduta, nello stesso segmento di mercato, dalla Ford LTD Crown Victoria, è stata sostituita dalla Ford Taurus (2010).

## Prima generazione (1991–1997)

### 1992–1994

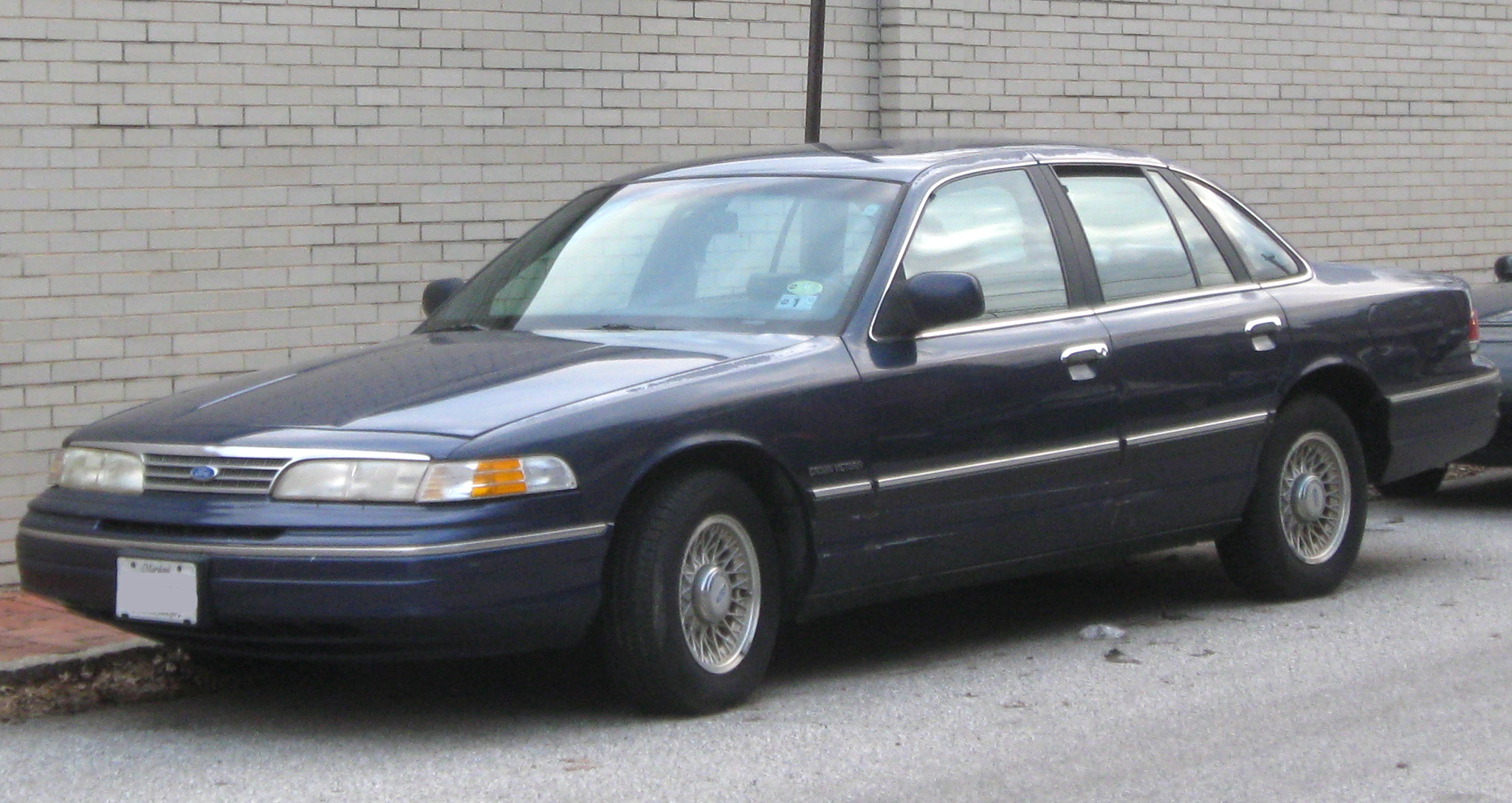
Ford Crown Victoria, 1993–1994

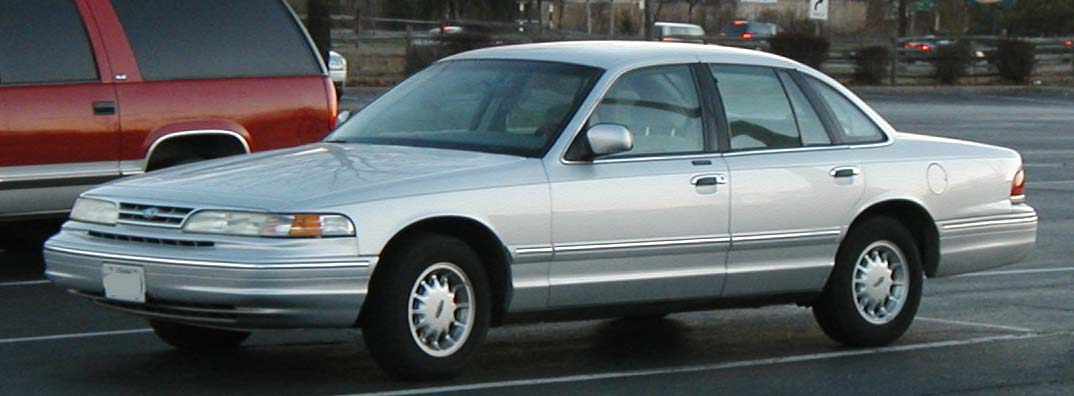
Ford Crown Victoria, 1995–1997

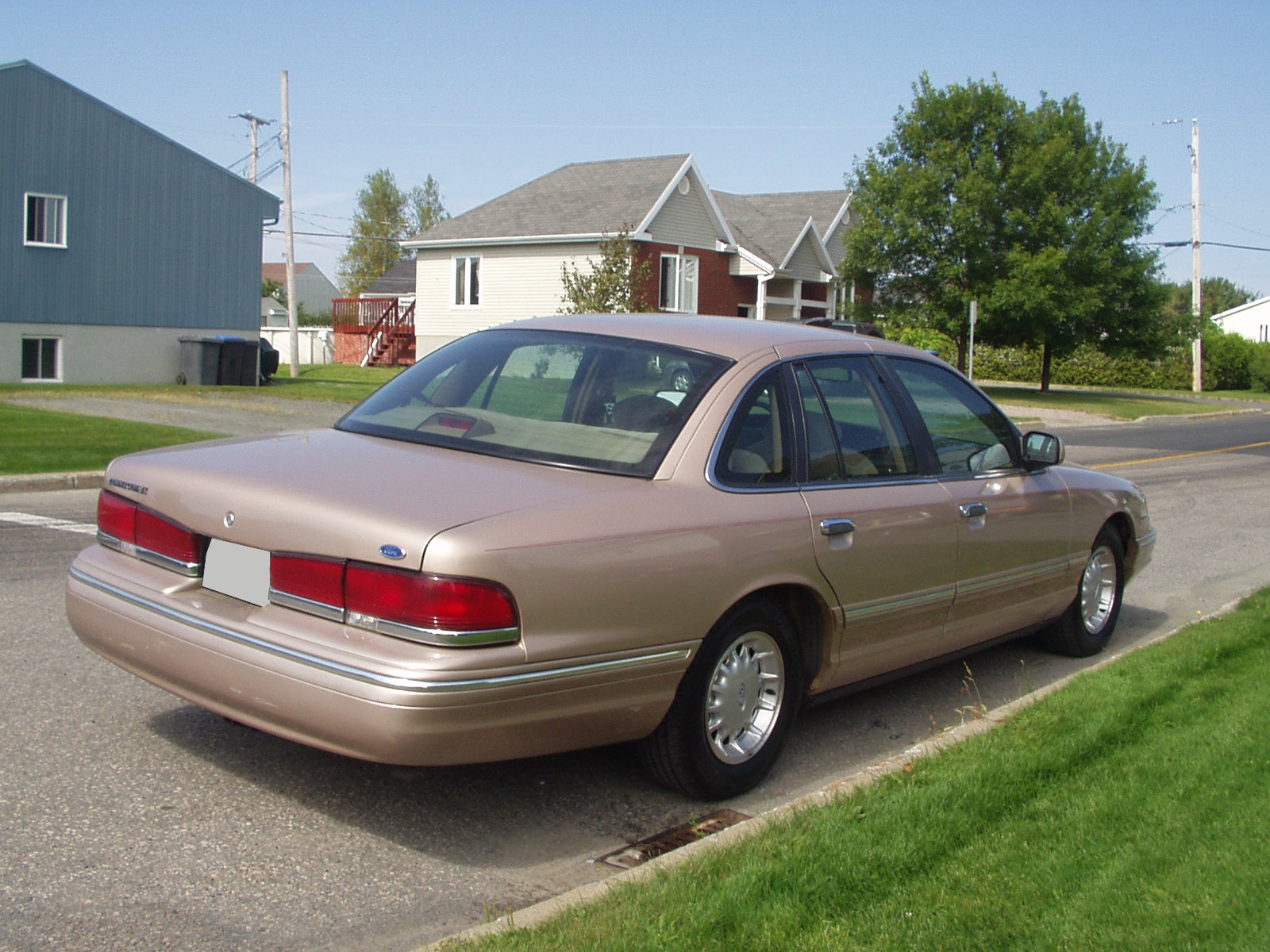
Crown Victoria LX del 1996, veduta posteriore

Dopo essere rimasta relativamente immutata per tredici anni sul mercato, la riprogettata Crown Victoria (terminato l'uso del prefisso LTD) fu presentata nel marzo 1991 come un precoce modello 1992. Pur mantenendo lo chassis Panther, gli aggiornamenti di sospensioni, freni e sterzo permisero un notevole miglioramento del comportamento stradale.
All'esterno, distaccandosi significativamente dal modello precedente, il corpo della Crown Victoria si differenziava nettamente dalla Mercury Grand Marquis (molto affine sul piano meccanico); le sole parti di carrozzeria visibilmente in comune erano porte anteriori e parabrezza. La Crown Victoria mutuava molti temi stilistici dalla Taurus appena rivisitata, segnatamente la calandra senza griglia e un lieve arrotondamento nella sommità del padiglione (con deflettori fissi sulle porte posteriori); il nuovo disegno abbassava il Cx dal 0,42 a 0,34.
Una novità importante in questa generazione fu l'adozione del motore modulare Ford a camme in testa, iniezione, V8 da 4,6 l in sostituzione del Windsor V8, tanto nella cilindrata 5,0 l, quanto in quella 5,8 l. A parte le compagne di scuderia Mercury Grand Marquis e Lincoln Town Car, nessun'altra berlina nella fascia di prezzo della Crown Victoria offriva un propulsore simile. Entrato in servizio con la Lincoln Town Car del 1991, il dichiarato intento del suo nuovo disegno era ridurre i consumi e aumentare la potenza dei "cinquemila cm³" dell'epoca. Il motore modulare più leggero, unito ad un cofano in alluminio, contribuì a ridurre il peso del modello 1992. Divenne disponibile come accessorio l'ABS abbinato al controllo di trazione alle basse velocità, e ai quattro freni a disco di serie, e vide un assorbimento di mercato del 60% nel primo anno.

Il cambio era automatico a 4 marce, in tre versioni (AOD, AODE, 4R70W).
Per soddisfare la domanda dei consumatori, le operazioni di vendita per flotte aziendali della Crown Victoria furono congelate per 14 mesi. Per effetto dei mutati gusti quanto ai veicoli da famiglia, la station wagon Country Squire fu dismessa; per i clienti in cerca di un veicolo familiare spazioso, il suo ruolo era stato largamente conquistato dal minivan Aerostar, dal monovolume più grande Ford Club Wagon, e in minor misura dal SUV medio Explorer. In aggiunta, la Ford offriva ancora le familiari Taurus e Mercury con una terza fila di sedili.
Continuando la produzione in Canada, la Ford riusciva a compensare il consumo più alto della Crown Victoria con il basso numero di piccole utilitarie coreane che la normativa federale CAFE permetteva di importare.
I critici disapprovarono che nella linea del modello 1992, di ispirazione Taurus, mancasse la griglia frontale. Di conseguenza, fu aggiunta nel modello 1993 (non perché ci fosse un'esigenza tecnica di miglior raffreddamento, ma semplicemente per ragioni estetiche di marketing). Nel retro, fu aggiunta una striscia rifrangente tra i fanalini posteriori.

#### Touring Sedan
Come novità 1992, fu anche introdotto un allestimento sportivo, denominato "Touring Sedan". Il modello disponeva di tubi di scarico sdoppiati asserviti ad un motore che erogava la maggior potenza di 210 hp (157 kW), gomme più larghe, sospensioni posteriori pneumatiche e varie componenti delle sospensioni condivise con il modello "pacchetto polizia" per una manovrabilità migliorata. In realtà, risultò che la Touring Sedan poteva, a richiesta, essere equipaggiata di componenti quali sterzo sensibile alla velocità e barre antirollio di diametro maggiorato e rimozione del limitatore elettronico di velocità, che la rendevano superiore al Police Package.
Non tutte le Touring Sedan venivano dotate della configurazione superiore al Police Package, ma la possibilità era concreta, così la Touring Sedan fu dismessa con il model year 1993, quando la polizia divenne un cliente più importante. La Touring Sedan comprendeva anche uno schema di colori esterno a due toni di serie, interni in pelle esclusivi, cerchi in lega speciali e tutte le finiture di lusso disponibili per quell'anno. Si poteva avere ad un prezzo ridotto, oltre ad un pacchetto per il traino, anche il pacchetto "Manovrabilità e Prestazioni" senza le finiture di lusso della "Touring Sedan". La Touring Sedan fu accantonata dopo il 1992, ma restava disponibile il pacchetto "Manovrabilità e Prestazioni", benché in forma annacquata rispetto all'offerta della Tourin Sedan 1992.

### 1995–1997
Un altro piccolo ritocco si ripropose analogamente nel 1994 per il model year 1995, con una nuovi griglia, fanalini e cruscotto. Per armonizzarsi con il disegno dei nuovi fanalini, la targa posteriore fu spostata dal paraurti al cofano a filo tra i fanalini. Il restyling fu accolto meglio di quello più radicale che la General Motors fece sulla sua Chevrolet Caprice, e ciò può aver contribuito all'uscita di scena di quest'ultima e al dominio finale del segmento di mercato da parte della Ford.
Per il model year 1996 erano disponibili due livelli di allestimento: Crown Victoria (base) e LX. In aggiunta all'ABS, si poteva richiedere come accessorio anche il controllo di trazione. Divenne di serie il sistema di accesso a chiave unica, assieme all'antenna radio nascosta, al lunotto termico e ai vetri colorati. 
Si poteva avere come optional il pacchetto "Manovrabilità e Prestazioni" con pneumatici touring e sulla versione base erano disponibili copriruota a razze radiali. Sulla LX divennero disponibili climatizzatore automatico e sistema audio JBL.
Nel 1997 furono fatti solo piccoli aggiustamenti in anteprima al rinnovamento del 1998. Tra questi si annoveravano una maggior risposta ai comandi ed un migliorato controllo di sterzo.

## Seconda generazione (1998–2011)
Con il model year 1998 fu presentata la seconda (e ultima) generazione di Crown Victoria, che resterà in produzione fino al 2007 per i clienti "privati" e fino al 2011 per le flotte aziendali. Dopo che il mercato aveva rifiutato il radicale rinnovamento stilistico della Chevrolet Caprice 1991–1996, la Crown Victoria si allontanò ulteriormente dal proprio ridisegno del 1992. Invece che prendere spunto estetico dalla Taurus, la Crown Victoria condivise molte parti del corpo vettura, tra cui l'intera linea del tetto, con la più popolare Mercury Grand Marquis. Per differenziarsi dalla Mercury, sulla Crown Victoria erano presenti fari più grandi, paraurti diversi e una griglia rettangolare. Il disegno degli interni rimase quasi immutato, a parte il nuovo volante.
Meccanicamente era sempre dotata di un cambio automatico a quattro marce. L'asse posteriore ebbe una sospensione riveduta a quattro punti con parallelogramma di Watt; benché non fosse una variazione della sospensione posteriore indipendente, il comportamento su strada migliorò a scapito della capacità di traino. I freni più grandi resero necessaria l'adozione standardizzata di cerchi da 16 pollici. Le auto della polizia (P71/P72) passarono dai copricerchi integrali con coperchio a ciotola centrale trattenuti sulle ruote da quattro sporgenze (su cerchi in acciaio HD), ad un disegno con tappi centrali che si attaccavano sulle alette; soluzione derivata dal SUV Explorer. Sotto il cofano, l'accensione diretta sostituì i tradizionali cavi delle candele; novità per il V8 modulare da 4,6 l, questo accorgimento proveniva dal V8 3,4 l impiegato dalla Ford Taurus SHO del 1996-1999.
Nel 2005 la Crown Victoria fu rimpiazzata come berlina ammiraglia Ford dalla Five Hundred. Ad ogni modo, le 5 424 Crown Victoria vendute nel gennaio 2007 superarono di gran lunga le 3 526 totalizzate dalla più nuova Five Hundred (rimarchiata come Taurus nel 2008) che era una vettura full-size tecnicamente più avanzata con uno spazio per i passeggeri analogo ed una migliore efficienza energetica.

### Modifiche annuali

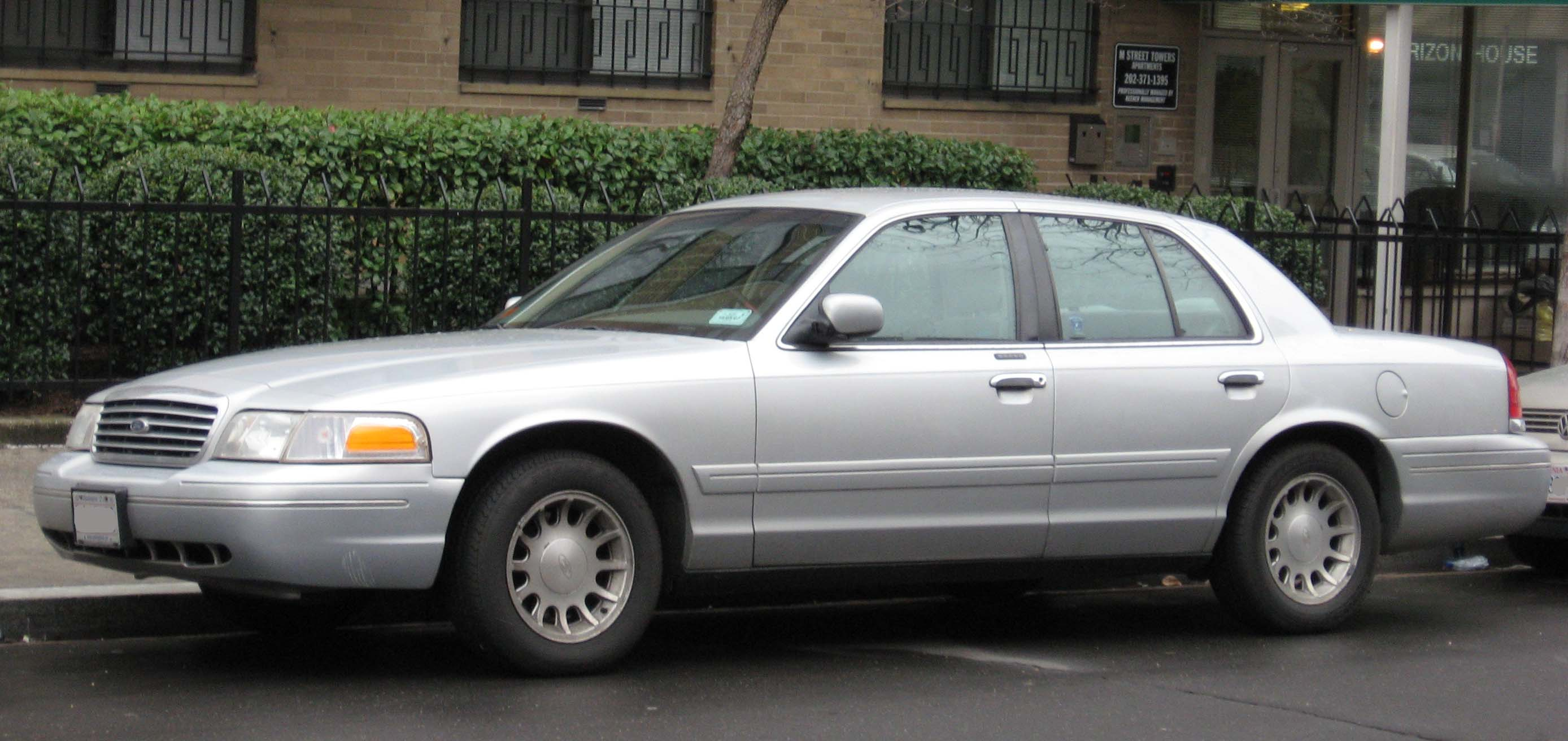
Ford Crown Victoria LX del 1998–2002

Nel model year 1999 non cambiò molto: la Crown Victoria ebbe a disposizione più colori esterni, e divenne di serie l'ABS (sino ad allora accessorio).
Nel 2000 furono introdotti un sistema di apertura per emergenza del divano posteriore, ancoraggi per il seggiolino da bambini sul divano posteriore e un cicalino "rammenta cinture di sicurezza". L'anno successivo si aggiunsero pedaliera regolabile e motore più potente.
Con il model year 2002 furono disponibili specchietti esterni riscaldabili, tappetini di serie, foderine in tessuto migliorate e a scelta sull'LX un nuovo sistema per stivare i bagagli nel cofano.

### 2003: significativi aggiornamenti meccanici

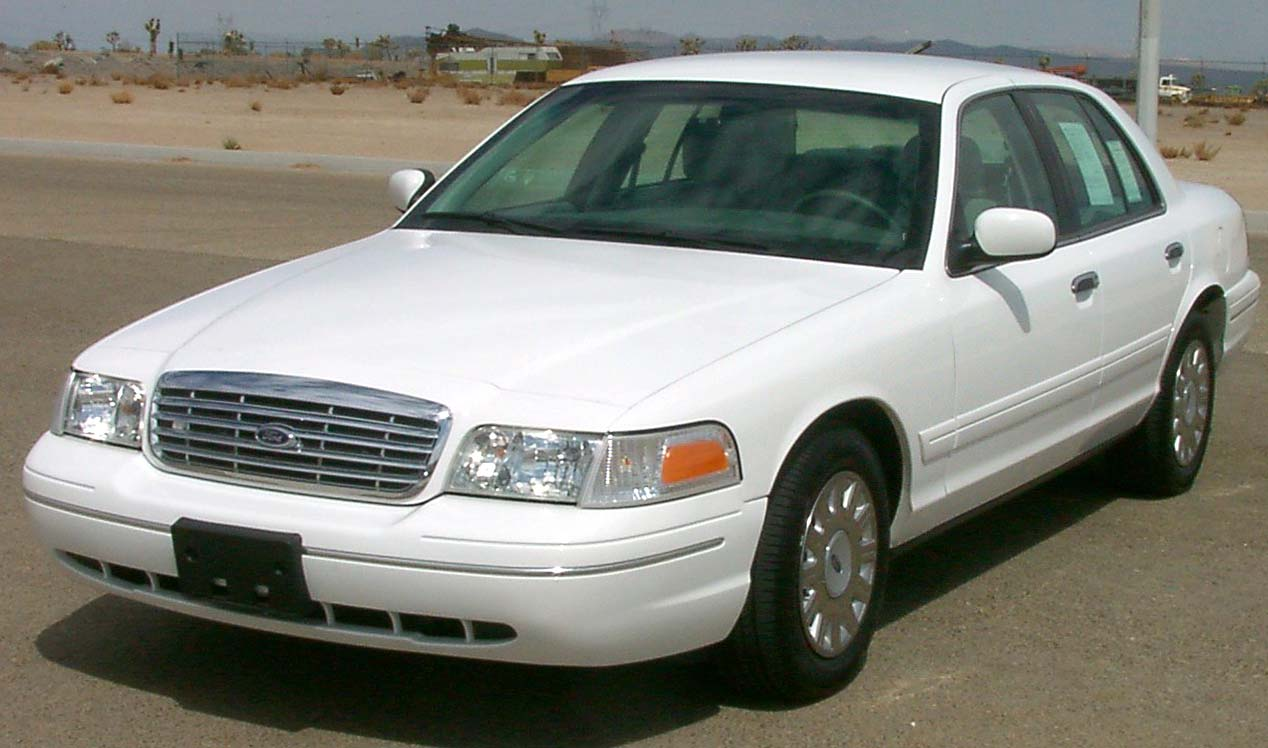
Ford Crown Victoria LX del 2003

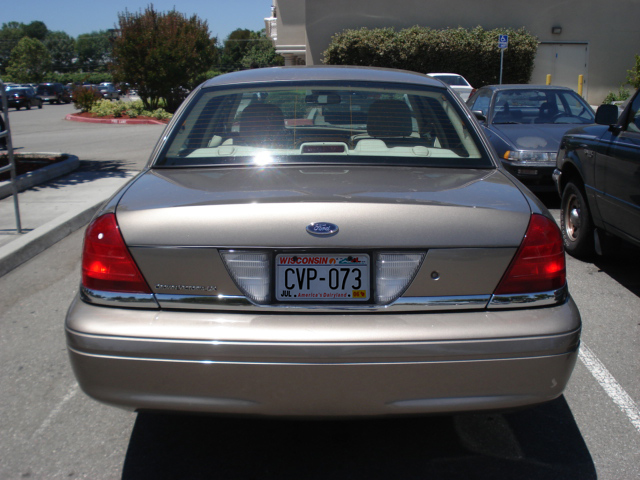
Ford Crown Victoria LX del 2004, veduta posteriore. Dal 1998 al 2012, gli esterni della Crown Victoria restarono invariati.

Con il model year 2003, il telaio fu di nuovo ridisegnato in acciaio idroformato. Sospensioni anteriori e posteriori furono pure ristrutturate completamente. Venivano ora adottati nuovi ammortizzatori monotubo invertiti (al posto dei vecchi bitubo adoperati dagli anni 1960). Nella parte anteriore venivano montati nuovi bracci di controllo in alluminio, e lo sterzo a cremagliera (al posto del congegno a circolazione di sfere). La sospensione posteriore era il frutto di un nuovo progetto che rispondeva alle esigenze di robustezza emerse nell'impiego della polizia, mentre gli ammortizzatori posteriori vennero spostati fuori dai longheroni del telaio per una migliore manovrabilità e facilità di manutenzione. DI conseguenza, migliorava sensibilmente il comportamento stradale delle auto strutturate sulla Ford Panther platform. La potenza erogata dal motore migliorò con l'aggiunta di un sensore di detonazione che permetteva tempi di accensione più aggressivi. I modelli 2003 ottennero anche come optional degli airbag laterali montati sui sedili per proteggere simultaneamente testa e busto.

#### Modifiche annuali
Nel 2004 la Ford modificò la trasmissione, revisionò il convertitore di coppia per ottenere una migliore accelerazione e aggiornò la grafica della console superiore opzionale. Divennero disponibili anche finestrini stratificati per impedire scassinamenti e furti, ridurre il rumore stradale e aerodinamico, migliorare la protezione dalle schegge di vetro in caso di collisione e infine filtrare i raggi ultravioletti, riducendo accumulo di calore e usura degli interni.
La Crown Victoria mantenne lo stesso aspetto esterno, ma i modelli 2005 avevano un'antenna radio posteriore a frusta al posto della precedente "integrata", materialmente coincidente con il resistore del lunotto termico. I modelli 2005 ebbero anche un nuovo volante e come accessori il tetto apribile elettrico e un caricatore CD da sei dischi. Sempre nel 2005 fu introdotto il controllo elettronico dell'acceleratore. Il modello di quell'anno fu però l'ultimo in cui la Ford proponesse un odometro a funzionamento analogico.
Nel 2006 l'antenna radio posteriore a frusta lasciò nuovamente il posto alla soluzione integrata col resistore del lunotto termico. Gli esemplari di quell'anno furono dotati di un nuovo cruscotto strumenti con un tachimetro più moderno (sebbene ancora con fondo scala a 120 mph/190 km/h nella versione per clienti privati); per la prima volta, la Crown Victoria fu disponibile con il contagiri. Fra le altre integrazioni figuravano il computer di bordo di serie sulla LX ed un allarme perimetrale a richiesta.
Con il model year 2007 sparì l'allestimento LX Sport, rimasero lo Standard e lo LX. La maggior parte dei componenti già offerti nella LX Sport furono resi disponibili con il nuovo pacchetto denominato  Premium Sport-Handling and Performance Package. Il sistema audio AM/FM con lettore CD e sistema "SmartLock" di accesso senza chiave (keyless) furono estesi di serie a tutti i modelli, così come le luci diurne. A partire dai modelli 2007 (costruiti dopo il luglio 2006), furono apportate modifiche progettuali agli airbag laterali a richiesta e alla sommità delle porte per migliorare la sicurezza dei passeggeri in caso di urto laterale.

### 2008–2011: vendita per flotte

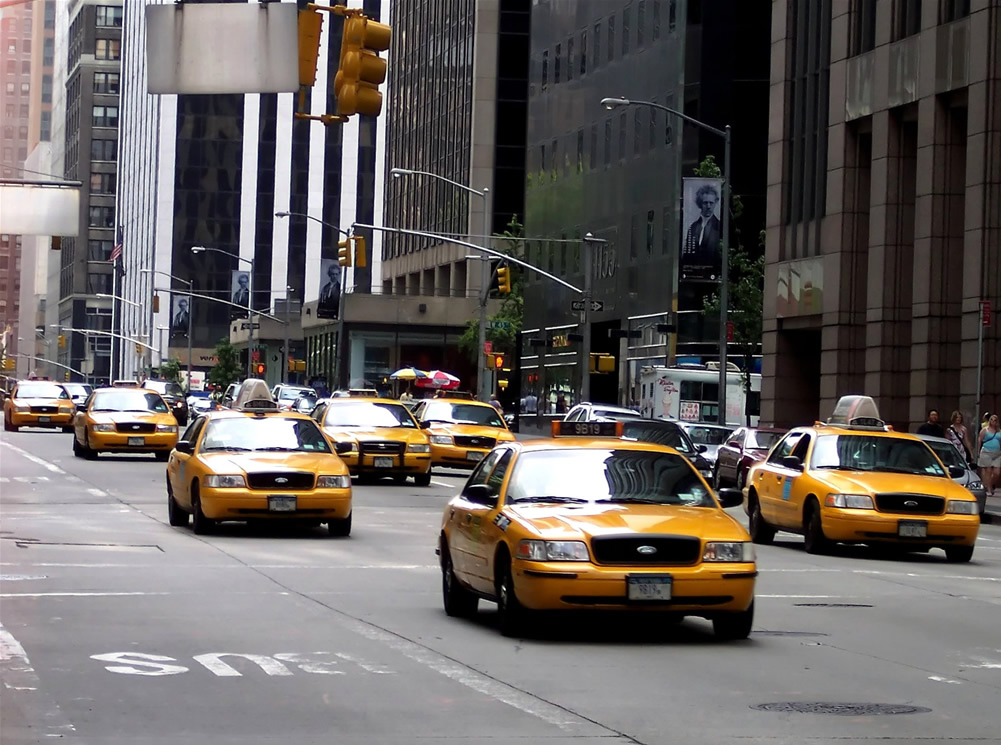
Alcune Crown Victoria nel ruolo di taxi a New York (immagine del 2005)

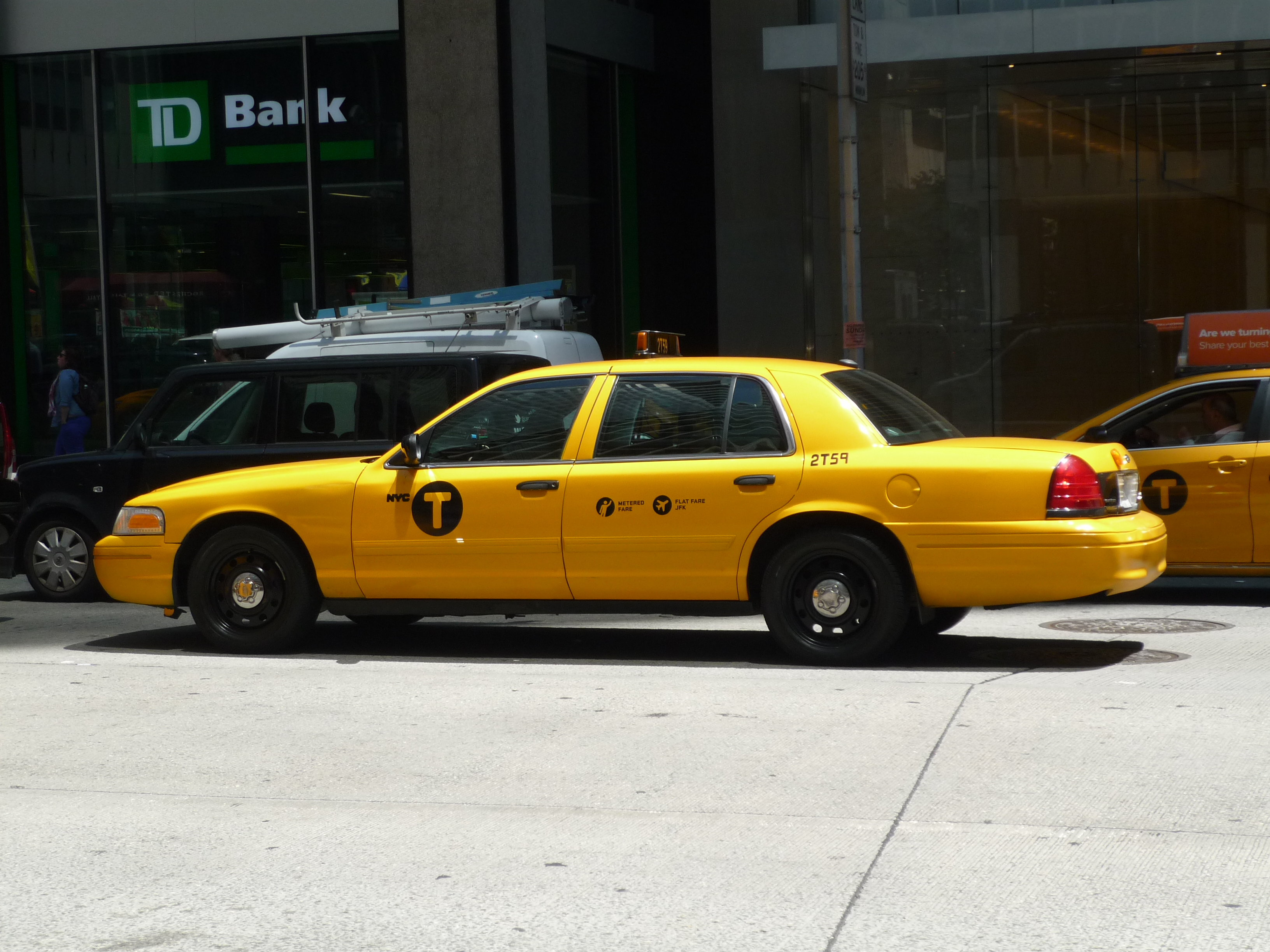
1998-2011 Ford Crown Victoria NYC Taxi

Nel 2006, le vendite al dettaglio della Crown Victoria si contrassero ad appena 3 000 pezzi, contro i 38 280 registrati dalla compagna di scuderia Mercury Grand Marquis nei primi nove mesi del 2007. A partire dal model year 2008, la Crown Victoria fu disponibile solo attraverso Ford Fleet (la divisione che si occupa delle flotte aziendali) e la versione retail (cioè per i "privati") lasciò il passo alla cugina Grand Marquis che era ancora venduta al dettaglio (in Medio Oriente la vendita proseguiva invece con entrambi i modelli); nel 2007, circa il 95% di tutte le Crown Victoria vendute riguardava il mercato delle flotte. A partire dal 21 giugno 2007, la Crown Victoria scomparve dal sito internet Ford retail, con ogni probabilità per promuovere la Ford Taurus del 2008. Era stato così in Canada fin dal model year 2000. (Vedi infra.)
Inoltre, con la riduzione al solo "mercato flotte" in tutto il Nordamerica, la Ford ufficialmente cessò di produrre la LX Premium Sport and Handling Package e la Handling and Performance Package (le sole Crown Victoria equipaggiate con impianto di scarico sdoppiato, se non si considera la Police Interceptor).
Ford aveva asseritamente annunciato che avrebbe rinnovato sia la Crown Victoria sia la Mercury Grand Marquis in occasione del model year 2009. Ford aveva dichiarato al sindacato Canadian Auto Workers che avrebbe investito 200 milioni di dollari nei veicoli, che avrebbe assemblato nell'impianto di montaggio di St. Thomas (Ontario). Tuttavia, la Ford mise in distribuzione la Crown Victoria del 2009 praticamente senza cambiamenti rispetto alla versione precedente, e senza annunzi di modifiche per il futuro.
Per il 2009, la Ford restrinse la disponibilità della Crown Victoria nel Nordamerica ad un solo modello. La designazione di modello standard (P73) fu messa da parte a favore della LX. Per rendere più appetibile la LX ai "compratori futuri" (quelli che acquistano le auto alla scadenza dei contratti di affitto delle flotte) essa ora usa i cerchi in lega a cinque razze che una volta si impiegavano sulla LX Premium Sport and Handling package. Queste ruote sono usate al posto del disegno a nove razze che la LX aveva usato dal 2003, presumibilmente perché la Lincoln Town Car usa cerchi di serie da 17", al pari della Police Interceptor e del modello Taxi/Commercial (P72). La Grand Marquis fu sottoposta ad un analogo cambiamento verso le ruote da 17" della Lincoln Town Car. Allo stesso modo, le ruote della LX Sport furono montate su tutte le Crown Victoria destinate al Medio Oriente (eccetto le LX). Per la Police Interceptor, ci sono due caratteristiche aggiunte alla lista della dotazione di serie. I pedali a funzionamento elettronico ora sono di serie su tutti i modelli, probabilmente per ridurre i costi di fabbricazione (la Crown Victoria LX, la Grand Marquis LS e la Lincoln Town Car ce li avevano già di serie in precedenza) ed anche gli airbag laterali diventano di serie. In ottemperanza ad una legge federale, ci sono anche nuovi interruttori alzacristalli incassati. Il 2011 avrebbe segnato l'anno finale della Crown Victoria negli Stati Uniti, poiché la mancanza del controllo di stabilità la rendeva fuori norma a partire dal model year 2012; tutti i modelli del 2012 sarebbero stati prodotti per esportazione in Medio Oriente.

## Cessazione
Già dal 1999 andò diminuendo la disponibilità della Crown Victoria. Quando la Ford accantonò il marchio Mercury in Canada, la Crown Victoria vi fu relegata alla vendita per sole flotte mentre i concessionari Ford adottavano la Mercury Grand Marquis con targhette commerciali identificative Ford. Dopo il model year 2007, questa versione della Grand Marquis fu rimpiazzata dalla nuova Ford Taurus full-size. Dal 2011, il solo mercato non USA per la Crown Victoria fu il Medio Oriente, soprattutto Arabia Saudita e Kuwait.
Nei primi anni 2000 la Ford sviluppò la Five Hundred (di derivazione Volvo) per sostituire la Crown Victoria nel mercato retail. Poiché la Ford all'epoca dominava il mercato delle auto per la polizia e uso taxi, la casa scelse di offrire ancora la Crown Victoria per garantirsi il fatturato con le flotte; i clienti "privati" che fossero ancora interessati ad auto full-size con trazione posteriore sarebbero stati "dirottati" commercialmente sulla Mercury e la sua Grand Marquis. Le vendite retail della Crown Victoria precipitarono conseguentemente; nel 2006 ne furono consegnate solo 3 000 (superando solo la quota della supersportiva Ford GT, ed appena per mille unità). Quando la Five Hundred fu aggiornata e ribattezzata Ford Taurus 2008, divenne definitiva la decisione di terminare completamente le vendite retail della Crown Victoria negli Stati Uniti. L'anno dopo, nell'ambito del piano di ristrutturazione The Way Forward, la Ford annunciò la chiusura dell'impianto St. Thomas (Canada) in cui si costruivano la Crown Victoria e la Grand Marquis; la produzione della Lincoln Town Car veniva trasferita laggiù a seguito della chiusura di un'altra fabbrica. La produzione di tutte e tre le auto sarebbe cessata per la fine del 2011; solo la Ford Crown Victoria Interceptor avrebbe avuto una sostituta diretta (una versione modificata della Ford Taurus). Terminata la produzione della piattaforma full-size, trazione posteriore monoscocca per Crown Victoria e Lincoln Town Car, la Ford sta promuovendo la Taurus e la Lincoln MKS come ammiraglie per consumatori. La Ford sta anche sostenendo il Ford Transit Connect Taxicab per rimpiazzare la Crown Victoria nel ruolo di taxi urbano. Alcuni tassisti si son detti preoccupati di dover sostituire la spaziosa Crown Victoria con veicoli più piccoli e compatti, non desiderando una "carretta più sbatacchiante ed angusta" né "sedili posteriori dove batti le ginocchia e scocche meno consistenti". Per l'uso di polizia, la Ford sta "spingendo" la Ford Taurus Police Interceptor e una versione speciale della Ford Explorer, la Explorer Special Service Vehicle (SSV), che dovrebbero prendere il posto della Ford Crown Victoria Police Interceptor.
Tutte le Crown Victoria costruite dopo il 31 agosto 2011 sono vetture model year 2012. Per le vetture commercializzate come nuove nel 2012, il governo USA richiedeva che fosse installato il controllo di stabilità elettronico. La Ford non rese disponibile questo dispositivo sulla Crown Victoria, pertanto il modello 2012 non fu venduto negli USA e neppure in Canada.
Il 15 settembre 2011 l'ultima Crown Victoria fu sfornata dalla catena di montaggio. Era destinata all'esportazione in Arabia Saudita.
L'abbandono delle auto Panther platform portò alla chiusura dell'impianto St. Thomas in Canada e la perdita di oltre mille posti di lavoro, con ovvie ripercussioni sulla'indotto statunitense.

## Esportazione

### Mutata disponibilità in Canada
In Canada, il 1999 fu l'ultimo anno in cui la Crown Victoria fu disponibile al dettaglio per i "privati" presso i concessionari Ford. Dal 2000, la Crown Victoria fu disponibile solo come Police Interceptor per il servizio di polizia, o come taxi o Special Service Vehicle per flotte commerciali. La Crown Victoria "civile" diventa disponibile solo se ordinata per una flotta aziendale direttamente alla Ford Motor Company of Canada, Limited e non più presso concessionari Ford. I privati possono, però, acquistare Crown Victoria "civili" usate dell'anno 2000 e precedenti, o Police Interceptor e Special Service Vehicle usate, attraverso varie aste. Le Mercury Grand Marquis e le Lincoln Town Car, basate sulla stessa piattaforma della Crown Vic, comunque, furono disponibili dai concessionari Ford e Lincoln in Canada fino al model year 2007. A partire dai modelli 2008, la Ford smise di distribuire le Grand Marquis nel mercato canadese, ma continuò a vendere le Town Car.

### Mercato mediorientale
Le grandi berline americane sono sempre appartenute al paesaggio del Medio Oriente. Dopo l'abbandono della Chevrolet Caprice di produzione americana, la Crown Victoria e la sua gemella Mercury Grand Marquis divennero l'auto di elezione per gli acquirenti di grandi auto USA in quella zona. Di conseguenza, la perdita della quota di mercato locale indusse la General Motors alla reintroduzione della Caprice nel 1999 con un'operazione di badge engineering australiana (quindi predisposta per la guida a sinistra) che diede vita alla Holden Caprice. Malgrado la loro età, e la concorrenza che la General Motors praticava con veicoli più aggiornati, le vendite di "modelli Ford Panther platform" si mantennero sostenute, specie in Kuwait ed Arabia Saudita. Dato che il controllo di stabilità non era necessario per esportare in questa zona, il Medio Oriente era l'unica area in cui la Crown Victoria 2012 si potesse vendere lecitamente; gli ultimi modelli furono prodotti tutti per esportazione in tale regione.

#### Modelli e caratteristiche

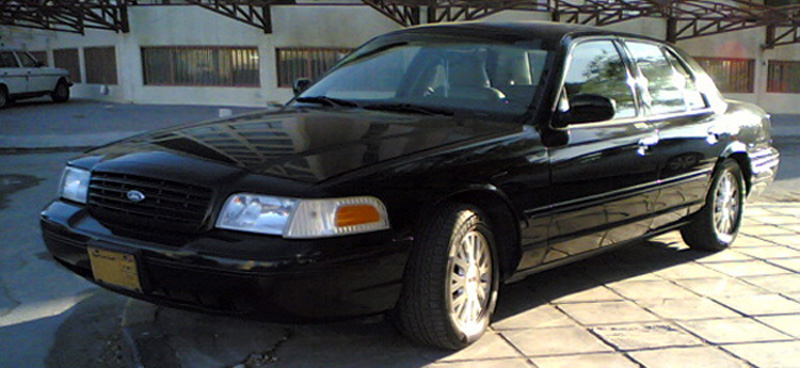
Crown Victoria LX del 2003 in Kuwait. Il veicolo è dotato di Export Handling Package e presenta le caratteristiche per l'Arabia Saudita.

I veicoli destinati al Medio Oriente sono indicati come "GCC Spec", e la Crown Victoria è disponibile in cinque livelli di allestimento nei paesi del Consiglio di cooperazione del Golfo (in inglese, Gulf Cooperation Council, da cui l'acronimo GCC):
- Standard (designazione VIN P72)
- Sport (P73)
- Standard Long-Wheelbase[38] (P70)
- LX (P74)
- LX Sport (P74).

Per quanto riguarda il mercato del Kuwait, dove la Mercury Grand Marquis vendeva di più della Crown Victoria, venivano venduti solo i modelli Standard e Standard Long-Wheelbase. Gli altri modelli non sono stati importati a partire dall'anno 2000; il 1999 è stato l'ultimo anno per il livello di allestimento LX. Questo rientrava nella decisione, condivisa tra importatore e rivenditori autorizzati, di concentrarsi sulla Grand Marquis per le piccole dimensioni del mercato.
Le caratteristiche a richiesta o di serie variano da paese a paese nella regione, ma quella che segue è la dotazione di serie per i modelli 2011:
- Impianto di scarico sdoppiato "vero"[39] (tranne Standard Long-Wheelbase)
- Cerchi in alluminio a cinque razze da 17" con pneumatici quattro stagioni P235/55HR17 (sui modelli LX, cerchi in alluminio a nove razze da 16" e pneumatici quattro stagioni P225/60VR16)
- Sistema di accesso keyless ("senza bisogno di chiavi") con tastierino montato sulla porta del conducente (accessorio raro sulla Standard, non disponibile sulla Standard Long-Wheelbase)
- Pannello di ripartizione 40/20/40 con ventole di climatizzazione posteriori e sedile regolabile elettricamente a otto vie per il conducente, manuale a quattro vie per il passeggero anteriore (disponibile sia nell'allestimento in tessuto di pregio sia nell'allestimento in pelle; ventole posteriori non disponibili sui modelli LX Sport)
- Cruise control
- Impianto audio AM/FM con riproduttore di cassette e singolo lettore CD (eccetto Standard e Standard Long-Wheelbase, che venivano dotate di radio AM/FM e lettore di cassette).

La garanzia per difetti della Crown Victoria era accordata con il doppio limite alternativo di cinque anni o 200 000 km.

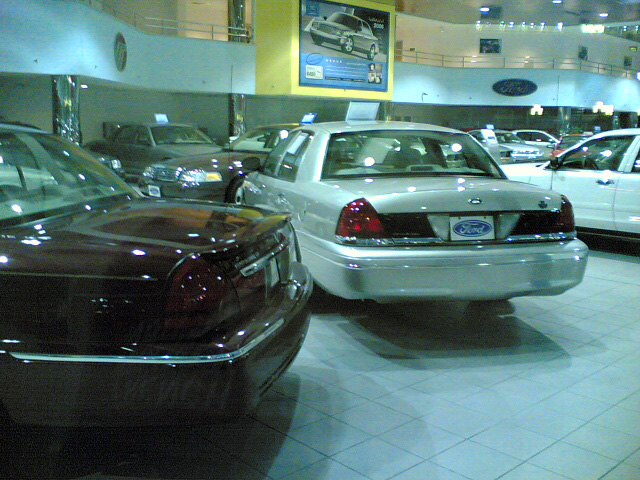
Crown Victoria Standard del 2005 presso un concessionario Ford-Lincoln-Mercury in Kuwait

Sui modelli Standard e Standard Long-Wheelbase era optional il faretto sul lato guida, mentre la vernice monocromatica è un accessorio sui modelli Sport, LX e LX Sport. 
La scelta di vernici monocromatiche comprende Dark Toreador, Rosso, Argento Betulla, Tungsteno e Nero. Lo spoiler posteriore della Mercury Marauder era di serie nei modelli Sport e LX Sport, accessorio nell'allestimento LX e Standard. I modelli LX e LX Sport sono dotati anche di sedili anteriori regolabili elettricamente a otto vie.
Degno di nota, quello che in America era Handling and Performance Package (HPP) divenne "Export Handling Package" per il Medio Oriente. L'unica differenza tra i due pacchetti è che i modelli "GCC Spec" hanno un rapporto dell'asse posteriore di 2,73 (contro il 3,27 del pacchetto USA) e che siccome l'impianto di scarico sdoppiato "vero" era già fornito di serie, non faceva ovviamente parte del pacchetto in questione. L'Export Handling Package (EHP) comprende una sospensione pneumatica posteriore ottimizzata, molle elicoidali rivedute, ammortizzatori che favoriscono il controllo ed una barra stabilizzatrice posteriore maggiorata. L'EHP è di serie nei modelli Sport e LX Sport ed è solo un accessorio nell'allestimento LX. Non è disponibile nei modelli Standard e Standard Long-Wheelbase.
Un sistema d'intrattenimento con DVD (distribuito come "Export DVD Entertainment System") fu aggiunto con il model year 2007; era optional nei modelli Sport, LX e LX Sport.

#### "Special Edition" del 2008
Senza alcuna importante riprogettazione dal 1998, per restare competitiva, la Ford predispose un allestimento superiore per la Crown Victoria in Medio Oriente per il model year 2008. Noto come la Special Edition, era disponibile solo sul modello Standard (P72); questo pacchetto puramente estetico aggiunge quanto segue:
- Una nuova griglia a 3 barre.
- Spoiler della Mercury Marauder, presente anche sui modelli muniti di Export Handling Package.
- Finitura cromata sotto la targa al paraurti anteriore.
- Finitura cromata sotto al logo Ford sul cofano.
- Loghi "Sport Edition" su parafanghi anteriori, cofano e cruscotto.
- Una nuova autoradio con lettore CD singolo e riproduttore di cassette.

Tutto il resto in questo veicolo è identico al modello Standard. Sebbene questo veicolo non sia documentato nelle pubblicazioni commerciali, in Arabia Saudita era disponibile in una gamma di colori diversa. In Kuwait, questo modello era disponibile solo in nero (a causa delle dimensioni del mercato); il prezzo si aggirava sui 6 000 KWD (circa 22 000 USD).

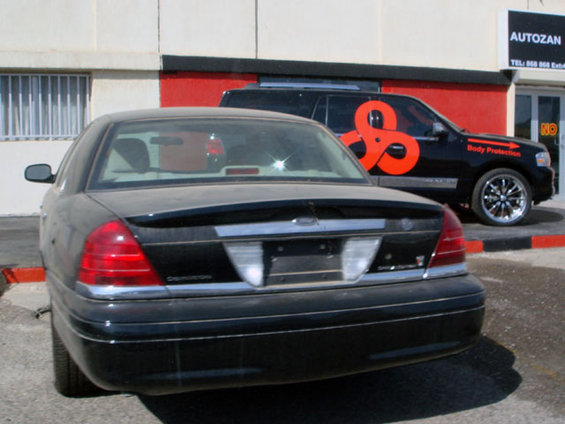
Veduta posteriore, si noti lo spoiler della Mercury Marauder
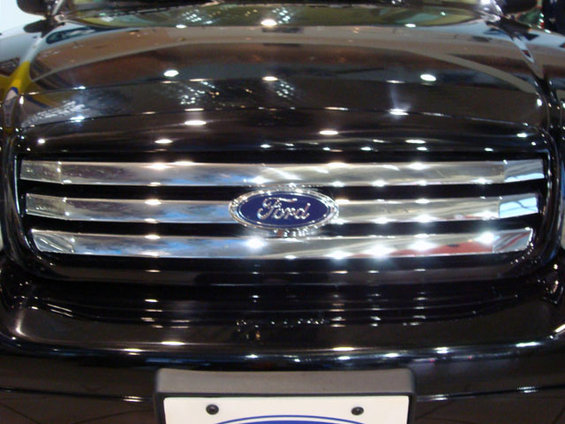
Griglia a 3 barre
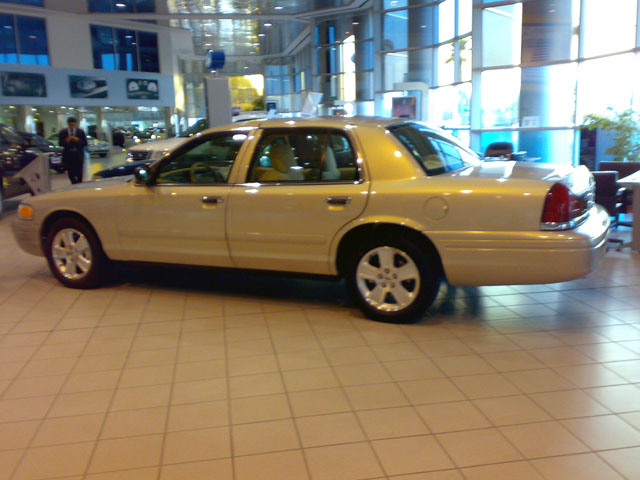
Una Crown Victoria 2008 P70 (Standard Long Wheelbase) dal concessionario in Kuwait.

## Varianti

### Police Interceptor (1998–2012)

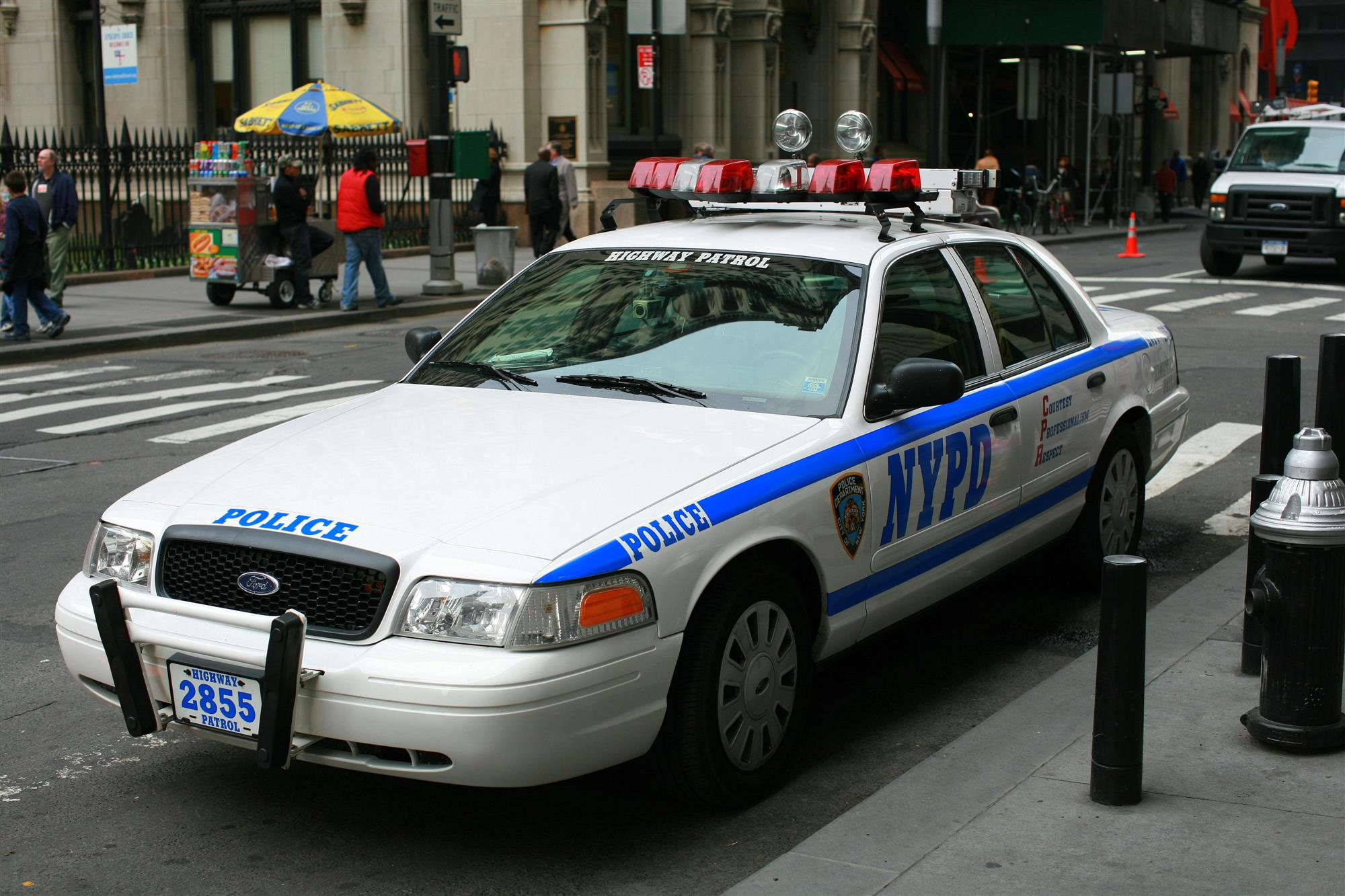
Una Police Interceptor del New York City Police Department

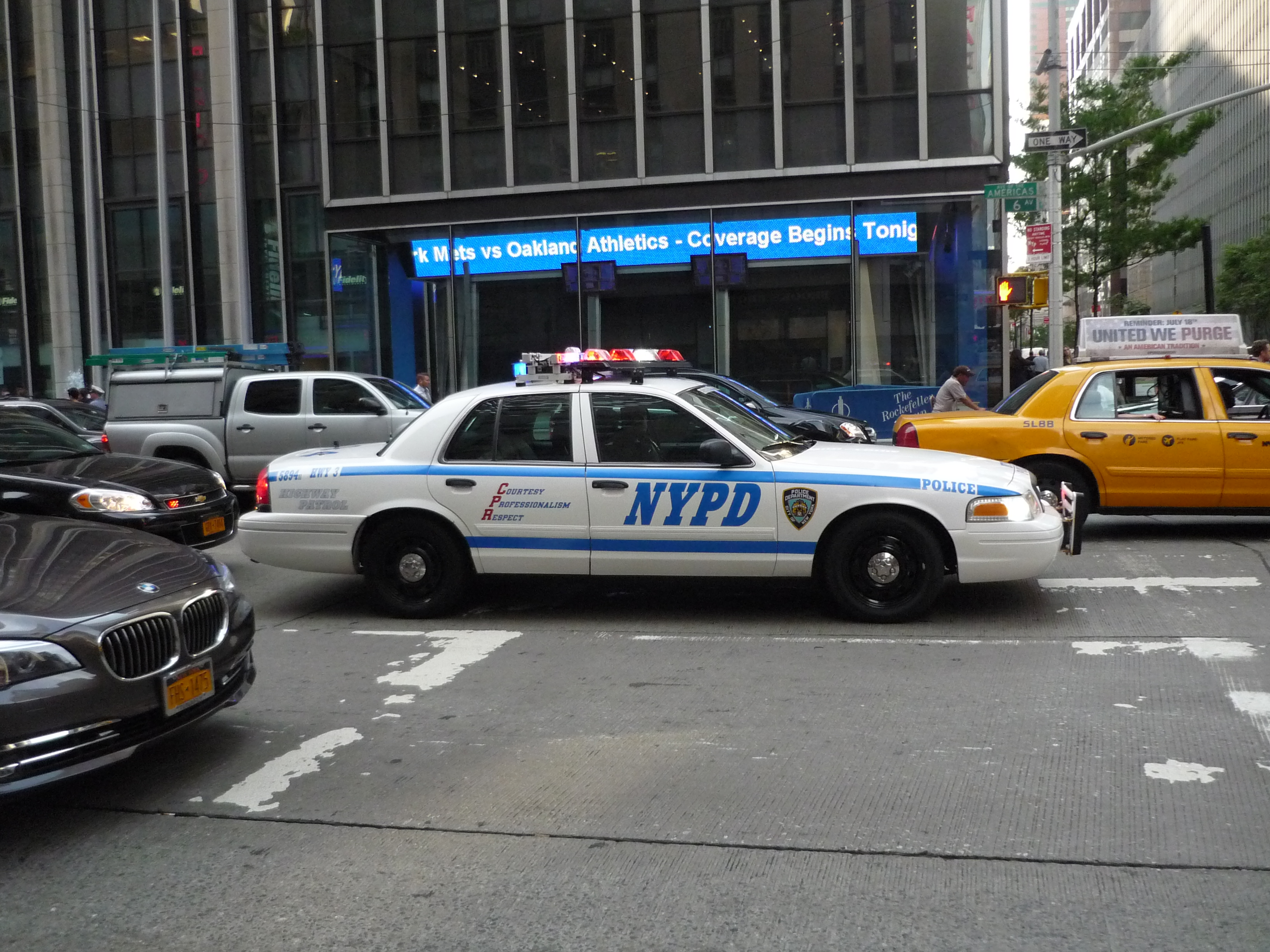
1998-2011 Ford Crown Victoria NYPD

A partire dal model year 1998, la versione da polizia della Crown Victoria, già denominata Crown Victoria P71, divenne Police Interceptor e fu contraddistinta da una nuova targhetta al posto di quella visibile sulle Crown Victoria "civili".
Tuttavia, ad oggi, la targhetta Crown Victoria è ancora applicata alle Police Interceptor munite di pacchetto Street Appearance per veicoli che richiedono aspetto civile (auto-civetta, flotta dell'ufficio/comune, vigili del fuoco, ecc.). I modelli Police Interceptor escono con una griglia anteriore nera, una fascia nera sul coperchio del cofano e un profilo nero sotto i fanalini nei modelli dal 2000 in poi. I modelli dal 1999 al 2000 hanno una versione brunita della normale griglia a barre cromate, mentre i modelli dal 2001 in poi hanno una griglia nera a nido d'ape. I modelli del 1999 mantenevano il profilo cromato sotto i fanalini.
Hanno pure parecchie modifiche meccaniche per "impiego gravoso" e i modelli più nuovi hanno caratteristiche di sicurezza integrative per ovviare ai problemi del serbatoio di carburante. La Ford è impegnata a fornire Police Interceptor di generazione successiva, attualmente basate sulla Ford Taurus del 2010. Si è cercato anche di fornire una transizione senza strappi parallelamente alla cessata produzione della Crown Victoria (fine 2011). Nondimeno, alcuni dipartimenti di polizia come quello di Austin hanno fatto incetta delle ultime scorte disponibili di Crown Victoria, nell'intento di mantenere una flotta di auto di servizio affidabili.

### Versione commerciale a passo lungo (2002–2012)

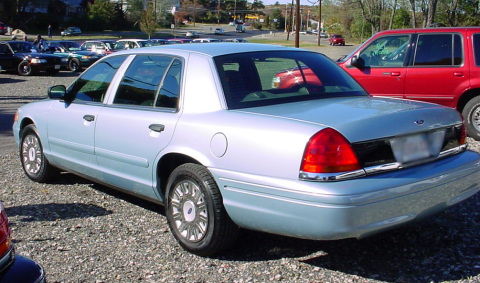
Extended Wheelbase Crown Victoria (US Spec)

Nel 2002 la Ford presentò una versione a passo lungo della Crown Victoria, disponibile solo per le flotte commerciali (per lo più usata dalle compagnie di taxi) nei mercati nordamericani. Questa versione offre una quindicina di cm in più nel passo, resa possibile da un nuovo telaio e da un corpo vettura esteso.
Questa versione non è disponibile per la clientela generica, e neppure esiste la versione allungata della Police Interceptor. Tuttavia, c'era stata una versione per servizio speciale disponibile per il mercato di polizia dal 2002 al 2006, con un allestimento "apparenza auto civile" dal 2002 al 2004, a causa del suo uso mirato principalmente nel mercato dei taxi o con "livrea ufficiale".
Nel Medio Oriente sono disponibili anche ai "privati" versioni a passo lungo tanto della Mercury Grand Marquis quanto della Crown Victoria.

## Problemi di sicurezza

### Serbatoio del carburante
Benché l'auto avesse ottenuto alti punteggi di sicurezza, ci furono polemiche ed anche cause negli anni 1990 e 2000 circa le perdite di carburante dal serbatoio della Ford Crown Victoria (e analoghe Mercury e Lincoln) in seguito a certi tipi di urti ad alta velocità, specie quando veniva attinta posteriormente ad alte velocità. Urti del genere effettivamente provocavano perdite dal serbatoio di carburante nella Crown Victoria. Si accertò che lo sversamento di carburante, combinato con l'attrito tra il veicolo e la strada, era causa di incendi.
Le relazioni indicanti una spiccata propensione dell'auto ad incendiarsi in caso di tamponamento erano semplicemente l'effetto di tre fattori. Primo, la maggior parte degli organi di polizia fa largo affidamento sulla Crown Victoria come veicolo principale, pertanto ogni incidente stradale che riguardi la polizia ha grande probabilità 
di coinvolgere una Crown Victoria. Secondo, gli incidenti avvenivano dopo che gli agenti avevano deliberatamente parcheggiato il loro veicolo vicino alla direttrice del traffico in movimento, per riparare un conducente fermato — qualcosa che la maggior parte dei "civili" non farebbe mai. Terzo, il veicolo investitore spesso stava viaggiando ad una velocità pari o superiore al limite consentito (da 105 a 121 km/h secondo la maggioranza delle normative locali).
La condizione descritta era aggravata dagli installatori di equipaggiamenti per la polizia, che trapanavano il rivestimento interno del bagagliaio. A causa dell'orientamento del serbatoio carburante, trapanare il rivestimento cofano può provocare la perforazione del serbatoio carburante. Gli installatori usavano anche viti poste direttamente nella paratia e di fronte al serbatoio carburante. In caso di urto intenso, queste viti potevano essere sospinte nel serbatoio, al contempo rompendolo e rischiando di causare scintille. Sospetti analoghi riguardavano direttamente anche i lunghi bulloni adoperati per montare gli apparecchi più pesanti. Il produttore fornì un pannello aftermarket concepito per impedire che questi oggetti perforassero il serbatoio in caso d'urto.
Inoltre, molte indagini, condotte sia da autorità federali/di singolo stato, sia dagli stessi corpi di polizia, hanno scoperto che nel bagagliaio venivano talvolta riposti impropriamente oggetti rimovibili. Questi oggetti diventavano proiettili perfora-serbatoio nelle situazioni di collisione posteriore.
La seconda soluzione della Ford giunse nella forma di un kit da montare in sede di richiamo, comprendente schemi per contrassegnare le zone del rivestimento bagagliaio la cui perforazione era sconsigliata per motivi di sicurezza. C'erano anche pannelli in kevlar gommato e nylon indurito balistico per coprire in modo differenziato i bulloni ad impatto più basso. C'era ancora un tappeto da bagagliaio a base di kevlar. La Ford usò kit simili sui veicoli per passeggeri dei primi anni 1980. Per i modelli dal 2005 in poi, la Ford offrì come accessorio un sistema antincendio incorporato per le unità Crown Victoria Police Interceptor. Il sistema stesso è integrato con il sistema antibloccaggio dei freni come parte dell'attivazione, e può essere attivato manualmente. Tuttavia, la Ford in realtà cita diverse limitazioni di sistema riguardanti perdite di carburante e velocità di collisione.
Malgrado le numerose cause intentate contro la Ford per concorso di colpa negli incidenti con sviluppo di fiamme, non risulta che la compagnia sia mai stata condannata per un incidente delle Crown Victoria.
Significativamente, solo la Crown Victoria e la nuova auto da polizia della Ford sono state certificate per gli urti posteriori ad alta velocità, accreditando l'affermazione della Ford per cui gli schianti tragici sono la conseguenza di situazioni estreme e sfortunate.

### Difetto del collettore
I model year dal 1996 al 2001 compresi, usando un collettore integralmente composito, sono soggetti a perdite di refrigerante. Alla fine nel 2005 la Ford chiuse in transazione un procedimento per class action.

## Vendite
| Anno civile | Vendite americane |
| ----------- | ----------------- |
| 1993        | 101 685           |
| 1994        | 103 040           |
| 1995        | 98 163            |
| 1996        | 108 789           |
| 1997        | 107 872           |
| 1998        | 111 531           |
| 1999        | 114 669           |
| 2000        | 92 047            |
| 2001        | 95 261            |
| 2002        | 79 716            |
| 2003        | 78 541            |
| 2004        | 70 816            |
| 2005        | 63 939            |
| 2006        | 62 976            |
| 2007        | 60 901            |
| 2008        | 48 557            |
| 2009        | 33 255            |
| 2010        | 33 722            |
| 2011        | 46 725            |
| 2012        | 4 429             |